# Rob Stephenson (Autor)
Rob Stephenson (* 26. Dezember 1967) ist ein US-amerikanischer Autor, Komponist, Musiker und bildender Künstler.

## Leben
Stephenson erhielt den Bachelor für experimentelle und interdisziplinäre Kunst an der San Francisco State University und den Master of Fine Arts für elektronische Medien am Zentrum für experimentelle Musik des Mills College. Er lebt und arbeitet in Queens. Mit Mikael Karlsson veröffentlichte er 2006 das Album dog. Es vereint klassische Kompositionen, Improvisationen, Werke der Musique concrète, gesprochenes Wort und elektronische Musik beider Musiker, die zwischen 2002 und 2006 komponiert und aufgenommen wurden.
2010 veröffentlichte Stephenson bei FC2/University of Alabama Press den Roman Passes Through (ISBN 9781573661553). Samuel R. Delany urteilte über das Buch: „Stephenson’s Passes Through is the most exciting book I’ve read in some time.“ Kleinere Werke erschienen in Zeitschriften und Anthologien. Mit Gemälden war Stephenson u. a. in der Intersection For The Arts in San Francisco, dem Headlands Center for the Arts, Katona Museum und im Wexler Center For The Arts vertreten. Seine Film-, Musik- und Videoprojekte wurden u. a. in der Cinematheque und im The Lab in San Francisco, beim The Eye Music Festival in Seoul, im Galapagos in Brooklyn, beim The & NOW Festival in Buffalo und im The Oracle Club in Queens gezeigt. Das Center For Experimental and Interdisciplinary Art der San Francisco State University verlieh ihm einen Outstanding Achievement Award.